# Parentella major
Parentella major är en bönsyrseart som beskrevs av Giglio-tos 1915. Parentella major ingår i släktet Parentella och familjen Mantidae. Inga underarter finns listade i Catalogue of Life.